# Хайнрих VII Ройс-Кьостриц
Хайнрих VII Ройс-Кьостриц (на немски: Heinrich VII Reuss zu Köstritz; * 14 юли 1825 в Клипхаузен в Саксония; † 2 май 1906 в Требшен/Тшебехов в Любушко войводство) от род Ройс (младата линия) е принц на Ройс-Кьостриц и пруски генерал и дипломат.
Фамилията от графове и князе фон Ройс цу Кьостриц е апанаж-странична линия на Ройс млада линия, клон на род Дом Ройс. Граф Хайнрих XXIII фон Ройс-Кьостриц (1722 – 1787) е основател на Ройс младата линия.
Той е син, петото дете, на княз Хайнрих LXIII Ройс-Шлайц-Кьостриц (1786 – 1841) и първата му съпруга графиня Елеонора фон Щолберг-Вернигероде (1801 – 1827), дъщеря на граф Хайнрих фон Щолберг-Вернигероде (1772 – 1854) и принцеса Каролина Александрина Хенриета Жанета (Жѐни) фон Шьонбург-Валденбург (1780 – 1809). Майка му Елеонора умира на 25 години след раждането на последния му брат. Баща му се жени втори път във Вернигероде на 11 май 1828 г. за нейната сестра графиня Каролина фон Щолберг-Вернигероде (1806 – 1896).
Брат е на Хайнрих IV Ройс-Кьостриц (1821 – 1894), който става княз на Ройс-Шлайц-Кьостриц (1878 – 1894) след смъртта на далечния им братовчед княз Хайнрих LXIX Ройс-Кьостриц (1792 – 1878) („стария клон“).
Хайнрих VII Ройс-Кьостриц следва право от 1845 до 1848 г. в университетите в Хайделберг и Берлин. След това той влиза във войската. През 1853 г. започва дипломатическа кариера. От 1854 до 1863 г. той е съветник при пруското посолство в Париж, след това е изпратен в Касел и в Мюнхен. На 5 февруари 1868 г. пруският крал Вилхелм I го изпраща в руския двор като посланик и министър на Северно-германския съюз. На 26 април 1871 г. кайзер Вилхелм I го прави първият посланик на Германската империя в Санкт Петербург (1871 – 1876). След една година той отива като немски посланик във Виена (1878 – 1894), но през 1894 г. е освободен от там, заради съпругата му Мария фон Саксония-Ваймар-Айзенах, която въпреки забраната на кайзера, посетила 1892 г. Ото фон Бисмарк.
Хайнрих VII Ройс-Кьостриц e (1873 – 1876) генерал-адютант на кайзер Вилхелм I и на 26 април 1871 г. първи немски посланик в Константинопол (1877 – 1878). 
Твърде вероятно е именно този принц Ройс да е бил предложен за български княз на Първото велико народно събрание през 1879 г., заедно с принцовете Валдемар Датски и Александър Батенберг. Изборът тогава пада единодушно на Александър Батенберг.
Хайнрих VII Ройс-Кьостриц е чичо на принцеса Елеонора Българска (1860 – 1917), съпруга от 28 февруари 1908 г. на цар Фердинанд I от България (1861 – 1948).
Той умира на 80 години на 2 май 1906 г. в Требшен/Тшебехов в Полша.

## Фамилия
Хайнрих VII Ройс-Кьостриц се жени на 6 февруари 1876 г. във Ваймар за принцеса Мария Александрина Анна София Августа Хелена фон Саксония-Ваймар-Айзенах (* 20 януари 1849, Ваймар; † 6 май 1922, Требшен), дъщеря на велик херцог Карл Александер фон Саксония-Ваймар-Айзенах (1818 – 1901) и принцеса Вилхелмина Мария София Луиза Нидерландска (1824 – 1897), дъщеря на крал Вилхелм II Нидерландски (1792 – 1849) и руската велика княгиня Анна Павловна Романов (1795 – 1865). Те имат шест деца:
- дете (*/† 16 януари 1877)
- Хайнрих XXXII (* 4 март 1878, Константинопол; † 6 май 1935, Бад Тьолц), принц Роас, женен на 19 май 1920 г. в дворец Дрогелвиц (развод 18 февруари 1921 в Губен) за принцеса Мария Аделхайд фон Липе-Бистерфелд (* 30 август 1895; † 25 декември 1993), братовчедка на принц Бернхард Нидерландски
- Хайнрих XXXIII (* 26 юли 1879, Мауер при Виена; † 15 ноември 1942, Щонсдорф), женен I. на 17 май 1913 г. в Новия дворец, Потсдам (развод 14 юли 1922, Берлин) за принцеса Виктория Маргарета Пруска (* 17 април 1890, Потсдам; † 9 септември 1923), внучка на принц Фридрих Карл Пруски, дъщеря на принц Фридрих Леополд Пруски (1865 – 1931), II. (морг) в Париж на 10 април 1929 г. (развод 31 октомври 1935, Париж) за Алене Тев (* 7 юли 1876, + 1 май 1955, Париж), вдовица на Теодор Хощетер и Ансон Воод Буркхард
- Йохана София Каролина Виктория Мария Елизабет (* 8 юни 1882; † 15 юни 1883, дворец Белведере)
- София Рената (* 27 юни 1884 Мауер при Виена; † 19 януари 1968, Гисен), омъжена на 12 декември 1909 г. в Требшен за принц Хайнрих XXXIV Ройс (* 4 юни 1887; † 30 април 1956)
- Хайнрих XXXV Ройс-Кьостриц (* 1 август 1887, Мауер при Виена; † 17 януари 1936, Дрезден), принц на Ройс-Кьостриц, женен на 20 април 1911 г. в Алтенбург (развод 4 март 1921) за принцеса Мария фон Саксония-Алтенбург (* 6 юни 1888, Мюнхен; † 12 ноември 1947, Хамбург), дъщеря на принц Алберт фон Саксония-Алтенбург (1843 – 1902) и принцеса Мария Пруска (1855 – 1888).[8], II. на 12 април 1921 г. в Бремен (развод 29 май 1923, Берлин) за принцеса Мария Аделхайд фон Липе (* 30 август 1895; † 25 декември 1983), разведена от най-големия му брат Хайнрих XXXII (1878 – 1935)